# (78578) Donpettit
(78578) Donpettit (2002 RM233) – planetoida z grupy pasa głównego asteroid okrążająca Słońce w ciągu 4,14 lat w średniej odległości 2,58 j.a. Odkryta 14 września 2002 roku.